# Гравюра Фламмариона
«Гравюра Фламмариона» (фр. Gravure sur bois de Flammarion) — анонимная гравюра, одно время считавшаяся ксилографией, получившая название по своей первой известной публикации в книге французского астронома XIX века Камиля Фламмариона «Атмосфера: популярная метеорология» (L'atmosphère : météorologie populaire), вышедшей в 1888 году.

## Описание
На ней изображён человек, одетый в средневековую одежду пилигрима с посохом в руке. Он добрался до края Земли и сквозь занавес небесного свода рассматривает устройство Вселенной. Один из элементов этой небесной механики очень напоминает традиционные графические изображения «Божьей колесницы» (Меркавы) из видений пророка Иезекииля, в виде «колеса в колесе». Подпись гласит: «средневековый миссионер рассказывает, что нашёл точку, где небо касается Земли». Текст, который эта иллюстрация сопровождает, звучит так: «что же такое тогда это голубое небо, которое безусловно существует и которое закрывает от нас звезды в течение дня?»
Произведение часто описывается и воспринимается как средневековое из-за его архаичного стиля и изображения Земли плоской, а не шарообразной.

## История произведения
В 1957 году астроном Эрнст Циннер объявил, что изображение является работой художника немецкого круга, относящейся к середине XVI века, но он не смог найти её публикаций ранее 1906 года. Дальнейшие исследования показали, что в ней сочетаются элементы стилей различных исторических периодов и она была выполнена с помощью грабштихеля, — гравировального инструмента, который появился в конце XVIII века. Затем было установлено, что гравюра была впервые напечатана в книге Фламмариона (независимо астрофизиком и историком науки Артуром Биром и куратором редких книг цюрихской библиотеки Бруно Вебером).

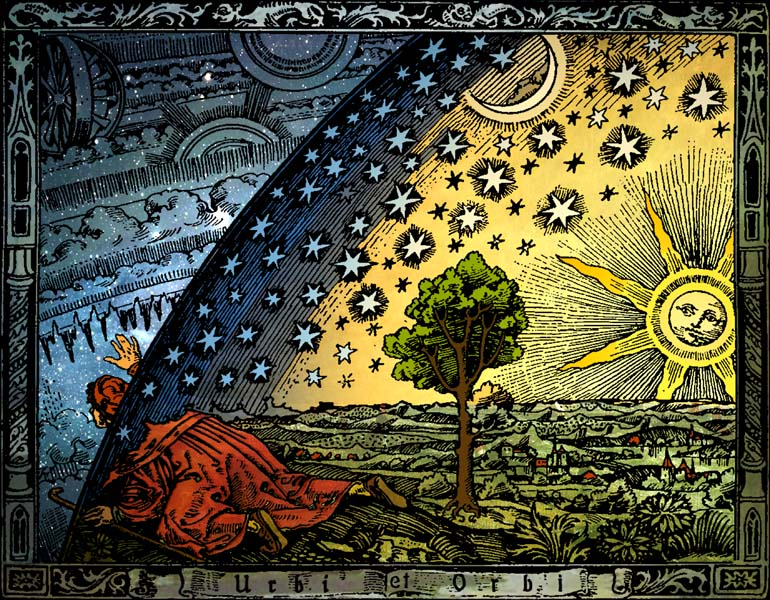
Гравюра, раскрашенная в 1998 году Хуго Хайкенвельдером

Согласно исследованиям Вебера и астронома Джозефа Эшбрука, изображение небесной сферы, отделяющей твердь от другой реальности, имеет сходство с иллюстрацией в «Космографии» Себастьяна Мюнстера 1544 года, книги, которую Фламмарион, как библиофил и коллекционер, вероятно, мог иметь. Идея о пилигриме, разыскивающем место, где встречаются земля и небо, могла быть вдохновлена историей святого Макария Римского, которую Фламмарион в деталях цитирует в своей книге «Les mondes imaginaires et les mondes réels».
Кроме того, известно, что Фламмарион в двенадцатилетнем возрасте проходил выучку у парижского мастера гравюры, многие иллюстрации к изданным им книгам были сделаны по его собственным рисункам и, возможно, даже под его непосредственным наблюдением. Поэтому очень вероятно, что автором этой иллюстрации является сам Фламмарион, хотя это не доказано окончательно.